# 2115 Іраклій
2115 Іраклій (2115 Irakli) — астероїд головного поясу, відкритий 24 жовтня 1976 року.
Тіссеранів параметр щодо Юпітера — 3,229.